# Aérospatiale SA-330 Puma
- Para outros sentidos do termo, consulte Puma (desambiguação).

Vistas esquemáticas do SA-330.

O Aérospatiale Puma é um helicóptero originalmente construído pela Aérospatiale, na França. Também é conhecido por SA-330.

## Portugal

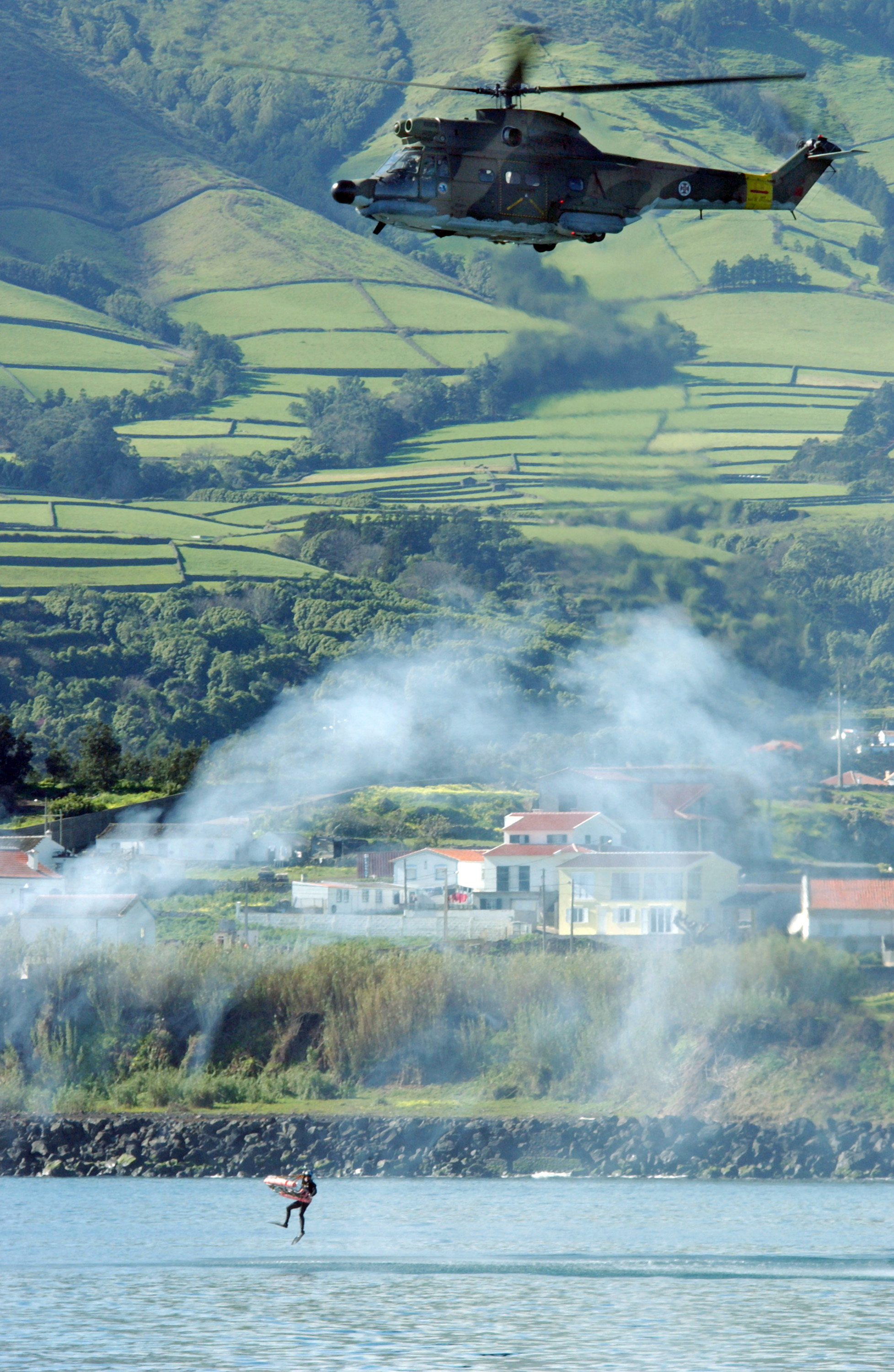
Primeiro Sargento Rui Frade, da Força Aérea Portuguesa (FAP), é descido perto da Baía da Praia a partir de um helicóptero Puma durante um Exercício de Recuperação de um Vaívem Espacial na Base Aérea das Lajes, Açores.

Em 1970, a Força Aérea Portuguesa adquiriu 13 Pumas, devido à necessidade de maior capacidade de transporte durante a Guerra do Ultramar - 18/20 homens, um número bastante superior aos 5 passageiros possíveis com os Alouette III, o que aumentou significativamente a mobilidade do Exército Português. Seis unidades destinaram-se aos conflitos em Moçambique. Foram intensivamente utilizados pelas Forças Especiais em Angola, nomeadamente na intersecção de colunas de guerrilheiros vindos das fronteiras do Congo e da Zâmbia, servindo também na evacuação sanitária e apoio logístico.
O primeiro voo operacional do Puma foi a 23 de outubro de 1970, em missão de transporte de manobra (TMAN), em Santa Eulália, no norte de Angola.
Os "Puma" foram alvo de três actualizações desde do fim da guerra em África:
1. Transformação em aparelho SAR com a introdução do radar Omera ORB-31.
Portugal foi o único país a equipar o SA-330 com o radar ORB-31. Este radar possui a capacidade, tal como o ORB-31D, para lançar e guiar mísseis Exocet.
2. Equipamentos autónomos de navegação e estacionário automático.
3. Novos motores Makila.

O "Puma" foi retirado oficialmente do serviço, no território continental de Portugal, a 3 de fevereiro de 2006, no mesmo dia em que as primeiras unidades do seu sucessor (EH-101 Merlin) entraram ao serviço em missões de Busca e Salvamento, ao serviço da Esquadra 751. Até final de novembro de 2006 alguns dos "Puma" continuaram ao serviço na Base Aérea das Lajes, momento a partir do qual os EH-101 Merlin os substituram em missões operacionais.
Em 24 de setembro de 2008 os Pumas foram reactivados para a missão anteriormente desempenhada pela Esquadra 711 reabilitando-se quatro helicópteros na também reactivada Esquadra 752 "PUMAS". A Esquadra 752 foi desactivada em 2011 e reativada em 2023 com helicópteros EH-101 Merlin.
No final de 2024, o Ministro da Defesa anunciou que 8 helicópteros Puma, que estavam armazenados, foram enviados para a Ucrânia como apoio militar.
Entre 1970 e 2009 as esquadras da Força Aérea Portuguesa que utilizaram este Pumas foram as seguintes:
- Esquadra 94 - baseada em Luanda (Angola)
- Esquadra 703 - baseada em Tete (Moçambique)
- Esquadra 751 - baseada no Montijo
- Esquadra 752 - baseada nas Lajes (Açores)
- Esquadra 711 - baseada nas Lajes (Açores)
- Esquadra 752 - baseada nas Lajes (Açores)

### Aeronaves
| Registo | Base                  | Data                | Estado                                                                            |
| ------- | --------------------- | ------------------- | --------------------------------------------------------------------------------- |
| 9501    | Base Aérea Nº6        | junho, 1986         | Armazenado (Acidentado durante treinos para o Dia da Unidade da BA6)              |
| 19502   | Base Aérea Nº4        | agosto, 2009        | Armazenado na BA11 (último voo:13-04-2011)                                        |
| 19503   | Base Aérea Nº4        | agosto, 2009        | Cedido à Ucrânia como apoio militar em 2024                                       |
| 19504   | Base Aérea Nº4        | agosto, 2009        | Cedido à Ucrânia como apoio militar em 2024                                       |
| 19505   | Base Aérea Nº4        | agosto, 2009        | Cedido à Ucrânia como apoio militar em 2024                                       |
| 19506   | Base Aérea Nº6        | dezembro, 2006      | Cedido à Ucrânia como apoio militar em 2024                                       |
| 9507    | Base Aérea Nº3        | março, 1971         | Sabotado pela ARA no Hangar da antiga BA3 em Tancos juntamente com mais aeronaves |
| 19508   | Base Aérea Nº6        | dezembro, 2006      | Cedido à Ucrânia como apoio militar em 2024                                       |
| 19509   | Base Aérea Nº4        | agosto, 2009        | Cedido à Ucrânia como apoio militar em 2024                                       |
| 9510    | AB7, Tete, Moçambique | dezembro, 1973      | Acidentado numa missão de transporte de tropas                                    |
| 19511   | Base Aérea Nº4        | dezembro, 2006      | Cedido à Ucrânia como apoio militar em 2024                                       |
| 19512   | Museu do Ar/BA1       | 13 de abril de 2006 | Exibição no Museu do Ar em Sintra (último voo: 16 de março de 2006)               |
| 19513   | Base Aérea Nº4        | dezembro, 2006      | Cedido à Ucrânia como apoio militar em 2024                                       |

## Brasil
Foram adquiridos seis exemplares do SA-330L em 1981. As aeronaves foram empregados em missões de transporte de carga, transporte de tropa, transporte VIP e  busca e salvamento.
Os Pumas foram desativados prematuramente em 1986, sendo devolvidos ao fabricante na negociação para a compra do Aérospatiale AS-332 Super Puma.

## Variantes
- SA-330A Puma: Protótipos, originalmente designado de "Alouette IV".
- SA-330B Puma: Versão inicial de produção para a Aviação do Exército Francês.
- SA-330 Orchidee: SA 330 modificado para carregar um sistema de vigilância "Orchidee" para o exército francês.
- SA-330C Puma: Versão inicial de produção para exportação.
- SA-330E/ HC 1 Puma: Versão produzida pela Westland para a RAF sob a designação de Westland Puma HC 1.
- SA-330F Puma: Versão civil inicial de produção para exportação com motores Turbomeca Turmo IIIC4 turboshaft.
- SA-330G Puma: Versão civil actualizada com motores Turbomeca Turmo IVC.
- SA-330H Puma: Versão actualizada para o Exército Francês e versão para exportação com motores Turbomeca IVC. Designado pela Força Aérea Francesa de SA 330B.
- SA-330J Puma: Versão actualizada de transporte civil.
- NAS-330J Puma: Versão do SA-330J construída pela IPTN da Indonésia;
- SA-330L Puma: Versão actualizada para condições designadas de "quente e alto".
- IAR-330L Puma: Versão do SA-330L, construída através de uma licença, produzida pela ICA da Roménia.
- SA-330S Puma: Versão de exportação para a Força Aérea Portuguesa.
- SA-330Z Puma: Protótipo com rotor de cauda "fenestron".
- Atlas Oryx: Este foi um Puma SA-330 re-produzido e actualizado para a Força Aérea Sul Africana.

## Utilizadores
O SA-330 é um dos helicópteros mais utilizados no mundo nas suas diferentes variantes, sendo, e tendo sido, operado pelos seguintes países:
- Argentina
- Brasil
- Chile
- Equador
- Etiópia
- França
- Guiné
- Indonésia
- Iraque
- Quênia
- Kuwait
- Líbano
- Malawi
- México
- Marrocos
- Nepal
- Nigéria
- Paquistão
- Filipinas
- Portugal
- Roménia
- África do Sul
- Espanha
- Sudão
- Togo
- Emirados Árabes Unidos
- Reino Unido
- Zaire